# Imperi coreà
L'Imperi coreà (RR Daehan Jeguk, MR: Taehan Cheguk, hangul 대한제국, hanja 大韓帝國, literalment "Gran imperi coreà") fou un regne coreà proclamat l'octubre de 1897 per l'emperador Gojong de la dinastia Joseon. L'imperi es va mantenir fins a l'annexió japonesa de Corea a l'agost de 1910.
Durant l'Imperi coreà, l'emperador Gojong va supervisar la reforma de Gwangmu, una modernització parcial i occidentalització de l'exèrcit, l'economia, el sistema terrestre i el sistema educatiu de Corea, i de diverses indústries. El 1905, l'Imperi es va convertir en un protectorat del Japó i el 1910, el Japó es va annexionar definitivament Corea.

## Història

### Rerefons
Corea, durant la dinastia Joseon, (1392–1897) era un regne client superficial de la dinastia Qing (1636–1912) a la Xina, tot i que Joseon estava gestionat de manera independent de la Xina pel rei. Cap a finals del segle xix, la influència sobre Corea era cada cop més una font de conflicte entre els Qing i el Japó.
Quan el rei Cheoljong va morir el 1864, no va deixar cap hereu al tron. D'una línia col·lateral de la família reial, es va trobar Yi Myung-bok, de 12 anys, que descendia d'un fill del príncep Sado, i va ser entronitzat com a rei Gojong. En ser massa jove per governar, el seu pare va prendre les regnes del govern, però malgrat les reformes, no va poder pacificar el país. El 1873, el mateix Gojong va prendre el poder. Debilitats políticament, econòmicament i militarment, el país i la monarquia van caure cada vegada més sota la influència de la Xina i el Japó. Especialment a través del tractat de Kanghwa, que preveia l'obertura de Corea cap al Japó, aquest país va adquirir una major influència sobre el país el 1875.
Per escapar de la lluita sino-japonesa per la influència, així com de l'amenaça d'establiment d'un protectorat britànic sobre Corea (incident de Port Hamilton), el rei coreà Gojong va sol·licitar a Rússia la imposició d'un protectorat sobre Corea a mitjans de desembre de 1884. L'Imperi Rus hauria hagut d'enviar vaixells de guerra i infanteria de marina per protegir el palau reial,però el govern rus estava decidit a mantenir l'statu quo i es va abstenir de fer-ho. El 1894, quan el conflicte per un moviment popular (vegeu rebel·lió de Donghak) sota la influència de la secta Donghak va arribar al punt àlgid, la Xina i el Japó van enviar tropes per pacificar Corea. Com a resultat de les tensions polítiques que van sorgir, l'1 d'agost de 1894 la Xina i el Japó es van declarar la guerra, que va entrar als llibres d'història com a Primera Guerra sino-japonesa. La guerra, que va tenir lloc a terra coreana, va demostrar com s'havia tornat d'impotent la monarquia de la dinastia Joseon. L'Imperi Japonès va aconseguir guanyar el conflicte i el 17 d'abril del 1895 va forçar el tractat de Shimonoseki a la Xina, segons el qual es reconeixia la total independència de Corea, s'acceptava el cessament del pagament de tributs per part de Corea a la Xina i -a part de les indemnitzacions de guerra al Japó- se cedien al Japó la península de Liaodong, l'illa de Taiwan i les illes Penghu.
No obstant això, l'Imperi Rus va veure amenaçats els seus interessos geopolítics en la possible cessió de la península de Liaodong i va intervenir amb èxit contra l'ocupació juntament amb França i Alemanya amb notes diplomàtiques. En aquell moment, el Japó es va veure impotent per resistir aquesta pressió estrangera, especialment per part de nacions que considerava molt més avançades i que pretenia emular, i per això va renunciar a la seva reclamació de la península de Liaodong. Amb l'èxit d'aquesta intervenció, Rússia emergia com una altra gran potència a l'Àsia Oriental, substituint la dinastia Qing com l'entitat amb què els nombrosos funcionaris de la cort de Joseon advocaven per estrènyer llaços per evitar més intromissions japoneses a la política coreana. La reina Min (que pòstumament rebé el títol. d'emperadriu Myeongseong), consort del rei Gojong, també va reconèixer aquest canvi i va establir formalment relacions diplomàtiques més estretes amb Rússia per contrarestar la influència nipona.
La reina Min començà a perfilar-se com una figura clau a l'acció coreana d'alt nivell contra la influència japonesa. El Japó, en veure que els seus designis perillaven amb la reina, va substituir ràpidament el seu ambaixador a Corea, el comte Inoue, pel tinent general vescomte Miura, un diplomàtic amb experiència a l'Exèrcit Imperial Japonès. Posteriorment, va orquestrar l'assassinat de la reina Min el 8 d'octubre de 1895, a la seva residència del palau Geoncheong, els dormitoris oficials del rei dins del palau Gyeongbok.

### Proclamació de l'imperi

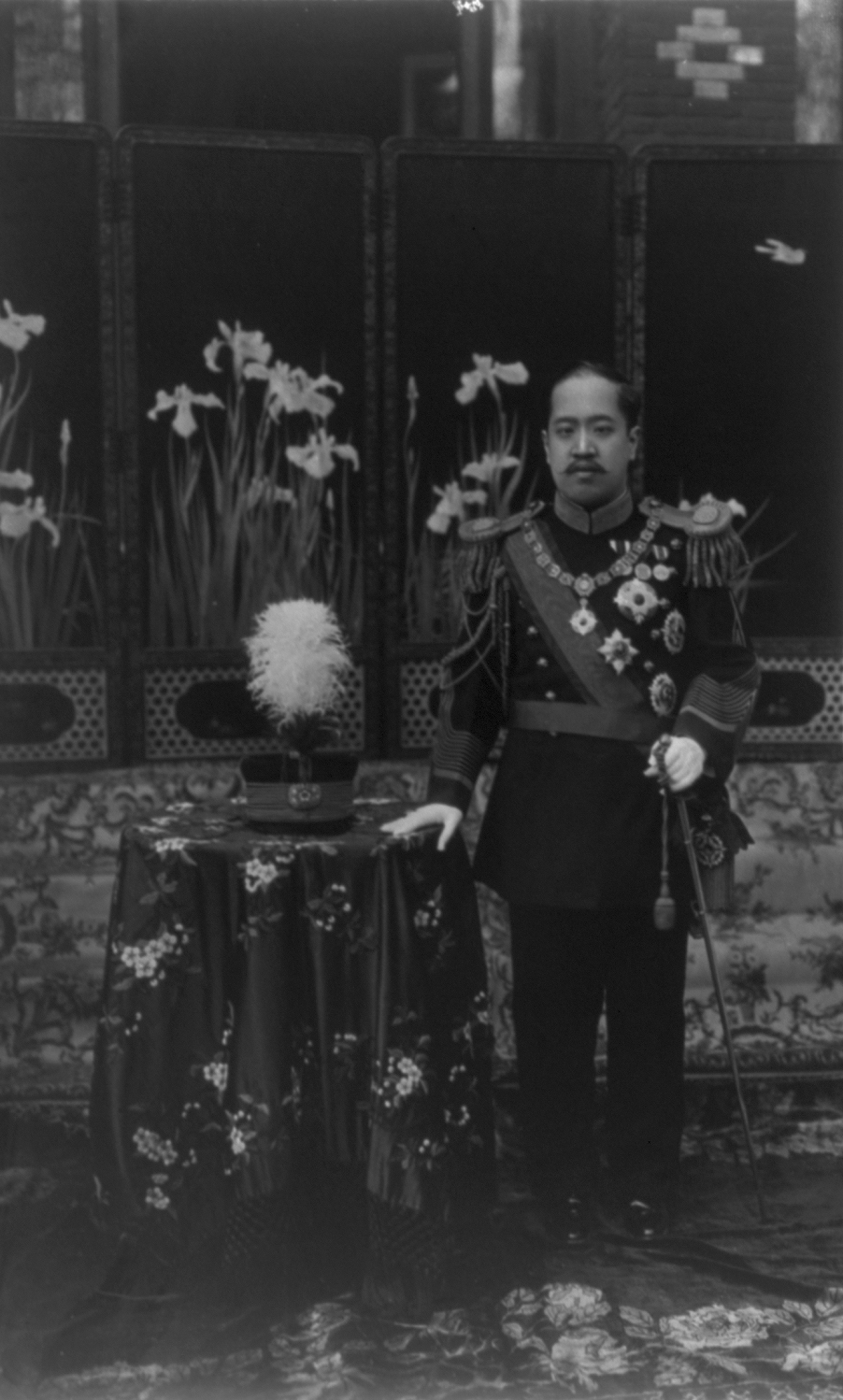
L'emperador Sunjong (1907–1910)

Amb l'assassinat de la seva dona, la reina Min, el rei Gojong i el príncep hereu (que més tard esdevindria l'emperador Sunjong) van fugir a la legació diplomàtica russa el 1896, on se li va concedir asil polític. El rei Gojong va intentar recuperar la influència política sobre el seu país des del consolat, que estava protegit per 200 marines. Però la seva influència en els desti polític del país va ser escassa. Per contrarestar les ambicions supremacistes de Rússia, el Japó i la Xina sobre el seu país, va intentar enfrontar les tres potències. Dos acords celebrats entre Rússia i Corea al maig i juny de 1896 van atorgar a Rússia, igual que al Japó, pràcticament els mateixos drets i una major influència sobre Corea. A més, empreses russes, japoneses, estatunidenques, franceses i també alemanyes van començar a explotar i aprofitar els recursos minerals, van obtenir drets forestals i van obtenir concessions per a la construcció de línies ferroviàries.
Des del 1894 fins al retorn del rei des de la legació russa, Corea va patir una altra gran agitació sota els líders progressistes que Inoue Kaoru va instal·lar després de la victòria del Japó a la guerra sino-japonesa. Les noves lleis aprovades pels progressistes i els reformistes del gabinet reial van forçar les tan anhelades reformes destinades a renovar l'antiquada societat coreana. Aquestes lleis es van denominar reforma de Gabo, en referència a l'any (1894) en què es van iniciar.
Mentrestant, les noves reformes destinades a modernitzar la societat coreana aviat van atreure la controvèrsia des de dins. El sentiment antijaponès, que ja havia arrelat a les ments de plebeus i aristòcrates per igual durant les invasions japoneses de Corea (1592 - 1598), es va generalitzar a la cort reial i a les altes esferes de la societat després del tractat de Kanghwa de 1876 i aviat es va estendre de forma explosiva a la majoria dels coreans després de la percepció de la intromissió japonesa en la política de la cort i l'assassinat de la reina Min. No obstant això, les noves i modernes reformes impulsades pels progressistes projaponesos, la més controvertida de les quals va ser el tall obligatori del tradicional monyo superior, van encendre un major ressentiment i descontentament. Això va conduir a l'aixecament de l'any d'Eulmi, quan es van formar exèrcits temporals destinats a venjar l'assassinat de la reina Min.

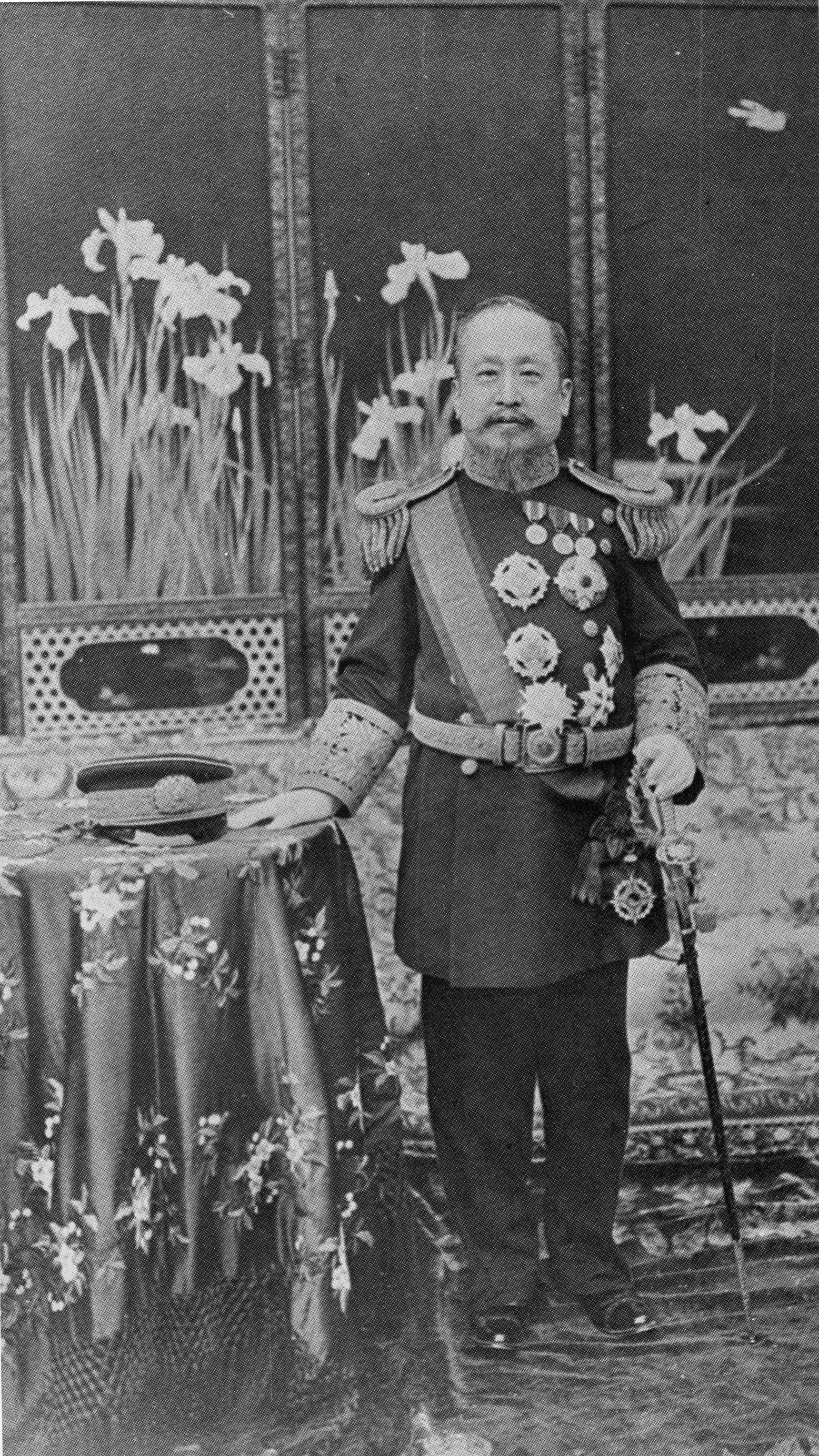
El rei Gojong (1897–1907)

El 1897, el rei Gojong, cedint a la creixent pressió de l'estranger i a les demandes de l'opinió pública liderada per l'Associació per a la Independència, va tornar a Gyeongungung (actual Deoksugung). Allà va proclamar la fundació del "Gran Imperi Coreà", va rebatejar oficialment el títol nacional com a tal i va declarar Gwangmu (hangul: 광무, hanja: 光武), que significa "guerrer de la llum" com a nom de la nova era, amb la qual cosa trencava efectivament els llaços històrics superficials de Corea com a tributària de la Xina Qing, a la qual Corea s'havia adherit des de l'anterior invasió manxuriana el 1636. Gojong es va convertir en l'emperador Gwangmu, el primer cap d'Estat imperial i sobirà hereditari de l'Imperi coreà. Això va marcar la fi completa de l'antic ordre mundial i del sistema tributari tradicional a l'Extrem Orient. El nou estatus de Corea com a imperi va significar la "completa independència de l'esfera d'influència de Qing", cosa que significa que Corea no estava influenciada per Qing externament segons el tractat de Shimonoseki de 1895 i també va implementar la independència "total i completa" segons el tractat. Molts elements simbòlics que marcaven la subordinació política de Corea a la Xina van ser modificats o destruïts. Per exemple, la porta Yeongeunmun i el Mohwagwan van ser demolits, un fet que representava la fi de les relacions tributàries amb Xina. La Porta de la Independència es va erigir al lloc de l'antiga Yeongeunmun.
El nom de l'Imperi, Daehan Jeguk, que significa literalment "Gran Imperi Han", derivava de Samhan, concretament dels tres regnes de Corea (no de les antigues confederacions del sud de la península coreana), segons la tradició de denominar els nous estats amb noms d'estats històrics (Gubon Sincham. hanja: 舊本新參, hangul: 구본신참). El significat de la declaració d'un Imperi, en la comprensió coreana de la situació, era declarar la fi de la relació tributària de Corea amb la dinastia Qing. Normalment, l'ús d'Emperador estava reservat només per a l'emperador de la Xina, el Fill del Cel. Les dinasties coreanes havien retut tribut a les dinasties xineses. Quan el Japó va experimentar la restauració Meiji, l'Emperador del Japó va ser declarat font de sobirania del govern japonès. En rebre la notícia de la restauració Meiji des del Japó, el govern coreà es va negar a reconèixer el canvi. No només desafiava la primacia de l'emperador xinès Qing com a sobirà simbòlic de Corea, sinó que el discurs del Japó també es dirigia a Corea com a imperi, en lloc de com a tributari de la dinastia Qing. El canvi de títol de Corea a imperi només va ser possible després de la guerra sino-japonesa.

### Política d'occidentalització durant l'Imperi coreà

#### Rerefons
Un grup de funcionaris i intel·lectuals coreans sentia una gran necessitat de la reforma integral del país, després de la gira d'observació d'altres països modernitzats. Cada cop més intel·lectuals coneixien la civilització occidental i havien pres consciència de les poderoses nacions modernitzades d'Europa i Amèrica. Més tard, els progressistes del grup van iniciar la reforma de Gabo el 1894 i els reformistes moderats van dur a terme la reforma de Gwangmu durant el Gran Imperi coreà.
Els missioners estatunidencs, que tenien relacions estretes amb la cort reial coreana, també van ajudar a la propagació de la cultura occidental. Sota finançament i suport reials, el metge missioner estatunidenc Horace N. Allen va introduir la medicina occidental en establir el Jejungwon, que esdevindria l'Hospital Severance i l'hospital d'estil occidental més antic de Corea. A més, els missioners van oferir educació occidental a les noies coreanes, que abans havien estat excloses del sistema educatiu.

#### Reforma de Gwangmu

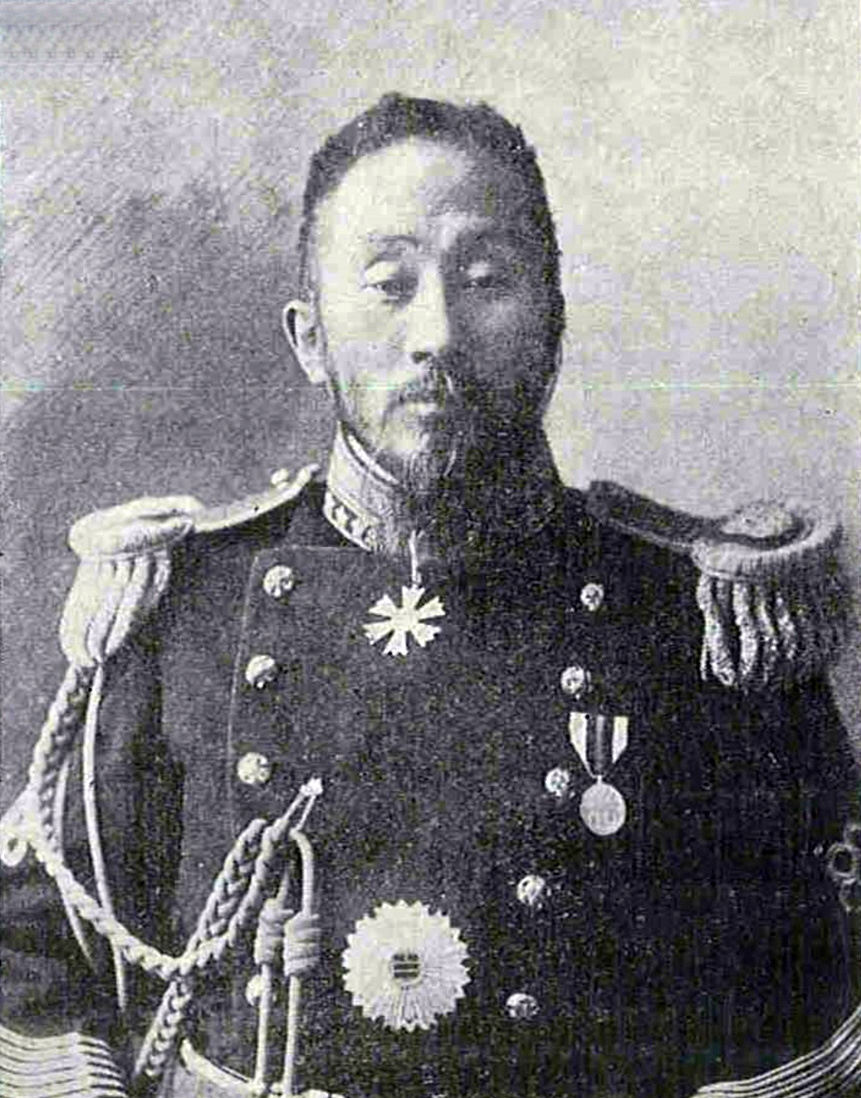
Lee Yong-ik, cap de la Casa de la Moneda durant l'Imperi coreà

La reforma de Gwangmu tenia com a objectiu modernitzar i occidentalitzar Corea com a inici tardà de la revolució industrial. La primera legislació promulgada pel nou estat va ser la Llei de pesos i mesures de 1897 que estandarditzava els diferents sistemes locals de pesos i mesures tradicionals de Corea. El mateix any, el govern de Gwangmu va posar en marxa el projecte de cens cadastral, amb l'objectiu de modernitzar el sistema de propietat de la terra. Per tal d'aplicar els mètodes de topografia occidentals, es van contractar agrimensors estatunidencs. Després del cens, les autoritats implicades havien d'emetre un títol de propietat, el Jigye, hangul 지계, que mostrava la dimensió exacta del terreny. Aquesta reforma estava molt relacionada amb la reforma del sistema fiscal de la terra, que es va dur a terme sota el lideratge de Lee Yong-ik, que també va dur a terme les reformes monetàries a Corea. Tanmateix, la reforma agrària es va aturar amb l'esclat de la Guerra russo-japonesa el 1904-1905, després d'haver acabat aproximadament dos terços de tota la terra.
En aquella època, el govern de Gwangmu va construir una infraestructura urbana moderna. El 1898, l'emperador va autoritzar la creació d'una joint venture amb empresaris estatunidencs. En conseqüència, es va fundar la Hanseong Electric Company, que gestionava una xarxa d'enllumenat elèctric públic i un sistema de tramvia elèctric. La Seoul Fresh Spring Water Company també tenia una connexió estatunidenca. El 1896 es va introduir el primer telèfon a Corea i sis anys més tard, el 1902, es va establir el primer telèfon públic de llarga distància.
Durant el període de Gwangmu, el govern coreà també va dur a terme una política de promoció industrial. Va donar suport a la fundació d'escoles tècniques i industrials. En aquesta època, juntament amb la modernització de les fàbriques de teixits que es van establir per satisfer la demanda de tèxtils al mercat nacional, es van produir a Corea innovacions tecnològiques en el camp de la indústria del teixit. Per exemple, es van fabricar màquines de filar i teixir per produir seda, per substituir les màquines d'alt cost procedents de l'estranger
Durant el període Gwangmu, es van introduir a Corea els uniformes oficials d'estil occidental. Al principi, els coreans eren força hostils a la vestimenta occidental, i es burlaven dels japonesos que havien adoptat l'estil de vestir occidental després de la Restauració Meiji. Al principi, l'emperador coreà havia començat a portar una vestimenta reial d'estil prussià juntament amb els diplomàtics coreans, que portaven vestits occidentals. El 1900, el vestit occidental es va convertir en l'uniforme oficial dels funcionaris coreans. Diversos anys després, tots els soldats i policies coreans foren equipats amb uniformes occidentals.
A l'àmbit militar, l'exèrcit coreà, tal com existia a principis de la dècada de 1890, constava d'uns 5.000 soldats i es va incrementar fins a la immensa quantitat de 28.000 just abans de la Guerra russo-japonesa. L'entrenament realitzat per oficials russos a partir del 1896 va portar a l'organització d'una guàrdia reial de 1.000 soldats armats amb rifles Berdan que va servir com a nucli d'un exèrcit millorat. A partir d'aquest nucli, els soldats eren de vegades transferits a altres unitats, que incloïen cinc regiments d'uns 900 homes cadascun.
Tot i això, la reforma de Gwangmu no va ser radical a causa de les responsabilitats estrangeres, la supressió de la democràcia i la lentitud. En canvi, Corea es va convertir en un objecte de disputa entre el Japó i Rússia.

### Esdeveniments posteriors

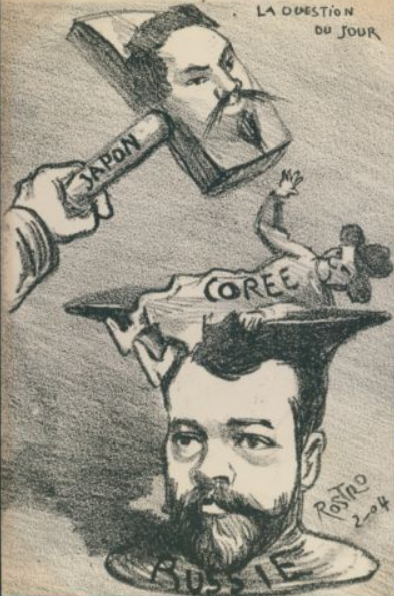
Postal de sàtira política durant la guerra russo-japonesa

El 22 d'agost de 1904 es va signar el primer tractat entre el Japó i Corea, conegut com a Primer Conveni Japó-Corea. L'Acord Taft-Katsura (també conegut com Memoràndum Taft-Katsura) es va publicar el 17 de juliol de 1905, i no era en realitat un pacte o acord secret entre els Estats Units i el Japó, sinó un conjunt de notes relatives a les discussions sobre les relacions entre els Estats Units i el Japó entre membres dels governs dels Estats Units i Japó. El primer ministre japonès Taro Katsura va aprofitar l'oportunitat que li brindava l'escala del secretari de Guerra William Howard Taft a Tòquio per extreure una declaració del sentiment de Taft (com representant de l'administració Roosevelt) envers la qüestió de Corea. Taft expressava al Memoràndum com una relació de suzerania, amb el Japó guiant Corea, "contribuiria a la pau permanent a l'Extrem Orient".
El setembre del 1905, Rússia i el Japó van signar el tractat de Portsmouth, que posava fi a la Guerra russo-japonesa i establia fermament la consolidació de la influència del Japó a Corea. A la tardor de 1905, l'emperador Gwangmu va enviar contactes diplomàtics secrets a entitats fora de Corea per presentar el cas desesperat de Corea per preservar la seva sobirania, perquè els canals diplomàtics normals ja no eren una opció a causa de la constant vigilància dels japonesos.
El 17 de novembre de 1905 es va signar a Corea el tractat d'Eulsa (conegut també com "Acord de 1905", "El Tractat dels Cinc articles" o "Segona Convenció Japó-Corea") fins i tot abans que la missió del doctor Homer Hulbert entrés a Washington. Pel que sembla, el segell del Ministeri d'Afers Exteriors de Corea va ser arrabassat i estampat sobre el document que havia estat preparat pels japonesos. Una setmana després del "tractat" forçat, el Departament d'Estat va retirar la seva legació estatunidenca de Corea fins i tot abans que Corea notifiqués als Estats Units el seu nou estatus de "protectorat".
Corea esdevingué un protectorat japonès i va quedar sota el control d'un governador general. Per tant, l'emperador coreà era només un sobirà parcial del país. Com que Gojong s'oposava a la signatura de l'acord de protectorat coreano-japonès de 1905 i no va poder plantejar les preocupacions de Corea a la segona conferència de pau de la Haia el juny de 1907, es va veure obligat a abdicar poc després, el 22 de juny. El fill de Gojong, Sunjong, va ser investit emperador el 27 d'agost de 1907. Això va facilitar que Japó estengués la seva influència sobre Corea. Com a resultat d'un acord imposat ja el 24 de juliol de 1907, el poder polític de Corea va ser transferit al governador general japonès Ito Hirobumi. Aquell mateix any va dissoldre l'exèrcit coreà i va posar la policia sota control japonès.
La deposició de Gojong va provocar un rebombori entre el poble coreà. Es va formar un moviment de resistència sota el nom d'Uibyeong, hangul 의병 ("Exèrcit Just"), que va emprendre la lluita partisana contra el poder del protectorat japonès. Mentre es formava una resistència activa i passiva entre la població, els membres de la classe dirigent coreana es deixaven callar tot ocupant càrrecs a l'administració.Entre la població, però, la lluita per la llibertat es va cobrar moltes víctimes. Dels 50.000 membres del moviment per la llibertat d'Uibyeong, 17.690 coreans van perdre la vida entre 1907 i 1910.
Després de la dimissió i assassinat posterior del governador general Ito Hirobumii el 26 d'octubre de 1909 a mans d'un nacionalista coreà, l'antic ministre de Guerra japonès i successor d'Ito Hirobumi, el general Terauchi Masatake, va forçar la signatura d'un tractat el 22 de agost del 1910 que suposava l'annexió de facto de Corea. L'article 1 d'aquest tractat estipulava que l'emperador Sunjong declarava la cessió completa i irreversible de tots els drets sobirans de Corea a l'Imperi del Japó, de manera que cessava l'estatus de Corea com a subjecte de dret internacional. A partir de llavors, com a part de l'Imperi del Japó, va figurar com a colònia japonesa amb el nom oficial de Chōsen.